# دالتون موريرا نيتو
دالتون موريرا نيتو (بالبرتغالية: Dalton Moreira Neto‏) (مواليد 5 فبراير 1990 في ريو دي جانيرو، البرازيل) هو لاعب كرة قدم برازيلي، يلعب في مركز الدفاع. شارك مع منتخب البرازيل تحت 20 سنة لكرة القدم. أما مع النوادي، فقد لعب مع أتلتيكو باراناينسي والجامعي دي بيرو وفورت لودردايل سترايكرز ونادي إنترناسيونال ونادي فلومينينسي ونادي كريسيوما.

## وصلات خارجية
- دالتون موريرا نيتو على موقع الاتحاد الدولي (مؤرشف)  (الإنجليزية)
- دالتون موريرا نيتو على موقع قاعدة بيانات كرة القدم.إي يو (الإنجليزية)
- دالتون موريرا نيتو على موقع Soccerway.com (الإنجليزية)